# Pardaillan
Pardaillan – miejscowość i gmina we Francji, w regionie Nowa Akwitania, w departamencie Lot i Garonna.
Według danych na rok 1990 gminę zamieszkiwało 316 osób, a gęstość zaludnienia wynosiła 16 osób/km² (wśród 2290 gmin Akwitanii Pardaillan plasuje się na 864. miejscu pod względem liczby ludności, natomiast pod względem powierzchni na miejscu 537.).